# 和子章
和子章（1898年11月21日—1979年4月21日），蒙古名清卓里克图，蒙古族，出生于今内蒙古自治区赤峰市巴林左旗。中华民国大陆时期、中华人民共和国政治、军事人物。

## 生平
和子章生于清光绪二十二年（1896年），原籍昭乌达盟巴林右翼旗要日吐，生于巴林左翼旗敖尔盖艾里。父都固尔札布，曾任札萨克衙门笔帖式和掌印梅林。民国六年（1917年），以本旗札萨克色丹那木札勒旺宝随从身份进京，在北京求实中学肄业。民国十年（1921年），回本旗参加巴林二旗划界工作，给划界委员王铁珊当翻译。民国十四年（1925年），任林东垦务分局蒙方放垦监视委员兼翻译。民国二十年（1931年），因剿匪有功升任札兰。满洲国成立后，于1933年任巴林左翼旗旗公署总务科长，後与日本人起冲突而到沈阳居住。1935年德王成立蒙古军政府後，和子章组织武装投奔，被任命蒙古军第八师二十二团上校团长。次年任蒙古军司令部军事参议。1939年後离职，回家乡巴林赋闲，直至1945年日本投降。
1945年8月，被推举为林东治安维持会会长,。11月，任巴林左翼旗旗长:269-276。和子章组建巴林左翼旗自治政府，隶属东蒙古自治政府。
1946年1月3日，和子章召集昭乌达盟和卓索图盟所属9个旗、县的代表在林东举行“昭卓盟各旗联防会议”，通过了盟府设置、贸易、交通和实行各旗县共同防卫，与八路军建立友好关系等项议题；会议推举和子章为昭盟共同防卫总指挥。
1946年4月1日，东蒙古人民自治军第4师司令部在林东成立，和子章任师长，仁钦宁布任参谋长；下辖6个团共3000余人分别驻扎在巴林左翼旗、巴林右翼旗、阿鲁科尔沁旗、克什克腾旗和扎鲁特旗。7月，巴林左翼旗政府改组，和子章不再担任旗长，由阿由尔布尼亚担任旗长:25。
1946年10月18日，昭乌达盟蒙汉联军司令部在林东正式组建，10月28日召开蒙汉联军成立大会，被任命为副司令员。
1947年5月，和子章受内蒙古自治政府主席乌兰夫任命，担任自治政府军事部部副。同年10月，改任内蒙古军事研究委员会副主任，1948年12月改任内蒙古自治政府参事室参事。
1949年12月，因第4师叛变问题被拘捕审查，到1957年3月无罪释放。文化大革命又因第4师叛变问题被批判，1979年4月21日病逝于呼和浩特。
1988年5月16日，内蒙古自治区政府在大青山革命公墓礼堂举行了和子章骨灰安放仪式。